# 時短 (パチンコ)
時短（じたん）は、「時間短縮」の略で、デジパチタイプや権利物タイプのパチンコに搭載されている機能のことである。
主に以下の2つの機能を指す。
1. 大当たり（特別電動役物の開放）終了後、強力なデジタル短縮機能と普通電動役物（電動チューリップなど）の開放による始動口（スタートチャッカー）への入賞のサポート（いわゆる「電チューサポート」）を組み合わせ、一定回転数まで持ち玉を減らさずに効率よく回転させる機能。
2. 特別図柄（メインデジタル）の変動時間を通常よりも短縮し、時間効率を高める機能。

単に「時短」といった場合は前者を指すことが多く、後者は「短縮機能」などと呼ばれる。混乱を避けるため、本項においても前者を「時短」、後者を「短縮機能」と称す。

## 時短
時短は大当たり終了後、一定回転数まで遊技をサポートする機能であり、機種によっては「チャンスタイム」などと呼ぶもの（「CRぱちんこ冬のソナタ」など）もある。
時短中は次のような特徴が表れる。
- 強力なデジタル短縮が作動し、特別図柄や普通図柄の変動時間が短縮される。
- 普通電動役物の開放時間が長くなり、始動口へ入賞しやすくなる（電チューサポート）。
- 小当たり（普通電動役物の開放）の当選確率が2つ（低確率と高確率）設定されている機種では、小当たりの当選確率が高確率になる（小当たりの確率変動、大当たりの当選確率は低確率状態）。

これにより、持ち玉を減らさずに効率よく消化することができ、また持ち玉が連続して始動口に入賞することが多くなり、時間あたりの大当たり抽選機会も必然的に多くなる。加えて、うまく打てば持ち玉を増やすことも可能である。
これらの特徴は大当たりの確率変動による高確率状態でも表れるため、初心者は時短と高確率状態を混同してしまいがちだが、時短中の大当たり確率は通常時と同様、低確率である。
なお、時短中に大当たりを引くことを「引き戻し」ないし、大当たり確率が通常時と同様に低確率であることから、強調して「自力引き戻し」ともいう。
機種によっては画面演出が大当たりの高確率状態のものと酷似していたり、高確率状態なのか時短中なのか画面を見ただけでは区別できないものも存在する（ただ、実際には台のどこかにある特別図柄表示装置（7セグ）に表示される特別図柄のパターンや小さなランプなどで判別は可能）。
大当たりの確率変動が禁止されている現金機では、時短突入のことを「確変」と称される場合がある。

## 短縮機能
デジパチタイプおよび権利物タイプの機種によって異なるが、通常、デジタルが変動を始めてから停止するまで約10 - 15秒程度かかるのが一般的である。
しかし、大当たりなのかハズレなのかは始動口に入賞した瞬間に決定しているため、変動時間は遊技者のための演出に過ぎない。
変動中に始動口へ入賞した場合は1つの始動口につき最大4個まで保留されるが、保留が貯まった状態で長い変動時間を消化するのは効率が悪く、タイムロスとなる。このため、保留が貯まるとデジタル変動の短縮機能が作動し、時間効率を上げる機能が搭載されている。機種によっては二段階以上の短縮機能が設定されている物もあり、保留が4個貯まると、さらに強力な短縮機能が作動する。
本来ならば常に短縮機能が作動していれば効率が良いが、保留が少ない状態で短縮機能が作動すると連続回転が途切れてしまうため、遊技者が「回らない」と錯覚してしまう。そのため、保留が少ない時は変動時間を長くして遊技者に「回る」と錯覚させ、保留が貯まった状態では時間効率を上げるため、変動時間を短くする仕組みになっている。

## 2019年の基準改定
2019年12月20日、警察庁が「技術上の規格解釈基準」を改定したことにより、時短の発動契機が大当たり終了直後以外にも認められた。改定後の「技術上の規格解釈基準」 では、時短発動の契機として以下の3項目を提示している。
a. 大当たり終了後に発動するもの　（従来からの時短）
b. 大当たりの低確率状態（いわゆる通常時）において、規定回数大当たりしなかった時に発動するもの
c. 大当たりの低確率状態において、特別図柄に特定の組み合わせが表示された時（大当たりとは別の抽選に当選した時）に発動するもの
新たに認められた時短のうちb.にあたる時短に対し、日本遊技機工業組合（日工組）が付けた愛称が「遊タイム（ゆうタイム）」である。
「遊タイム」は、低確率状態での大当たり確率の分母をNとした場合、低確率状態で（N×2.5～3.0）回転経過すると発動し、最大（N×3.8）回転まで継続可能である。なお2022年より、発動回転数の範囲は（N×1.5～3.0）に変更されている。
遊タイムは『ハマリ』に対する救済措置ともいえるが、遊タイムを搭載するには以下の条件を満たす必要がある。
- 確率変動機能のある機種の場合、確率変動突入率を100%としなければならない（ST機や旧1種・2種混合機などに限定される）
- 複数の設定を持つ機種の場合、発動回転数をどの設定でも（N×1.5～3.0）の範囲内に収まる回転数にしなければならない

具体的な例では、「遊タイム」を搭載したパチンコ機『Pリング呪いの7日間2』（藤商事）の場合、遊タイムは885回転で発動し、最大1214回転まで継続することになっている。要するに、通常時（低確率状態。当機では1/319.6）で885回転までの間に大当たりを引けなければ遊タイム（時短状態）に突入し、そこから1214回転までは出玉をほぼ減らさずに大当たり抽選が受けられる、というものである。但し、「遊タイム」中も大当たり確率は低確率状態のままである。なお、大当たりを引けば遊タイムは終了し、大当りボーナス獲得後は74回転限定のSTに突入する。
この改定により、従来100回転までだった時短回数の上限は撤廃された。